# Loki-Fögrufjöll

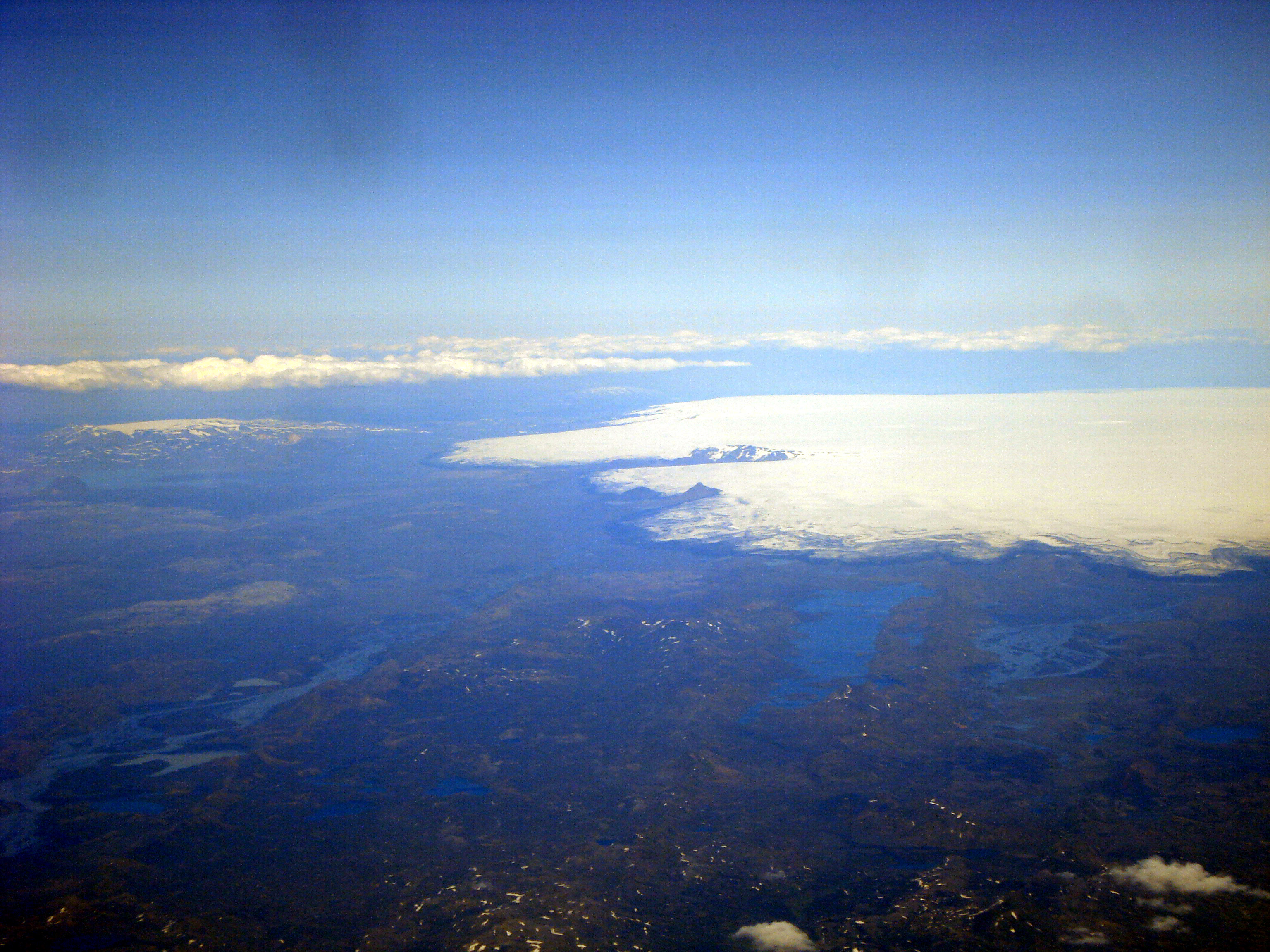
Hamarinn i medio del imagen

El Loki-Fögrufjöll (también conocido como el Hamarinn o el Lokahryggur) es un volcán subglacial situado en Islandia central. Se encuentra ubicado bajo el glaciar Vatnajökull, el mayor de Europa.
Se encuentra dentro del sistema de fisuras de Bárðarbunga, aunque es independiente de este.
Su última erupción confirmada se registró en 1910 cuando el Tephra entró en erupción, pero también puede haber habido erupciones subglaciales en 1986, 1991, 2006 y 2008.